# Shōta Kobayashi
Shōta Kobayashi (jap. 古林将太 Kobayashi Shōta; ur. 11 maja 1991) – japoński piłkarz występujący na pozycji obrońcy. Obecnie występuje w Nagoya Grampus.

## Kariera klubowa
Od 2009 roku występował w klubach Shonan Bellmare, Thespa Kusatsu i Nagoya Grampus.